# Байбуза, Тихон Михайлович
Ти́хон Миха́йлович Байбуза́ (укр. Тихін Байбуза) — гетман Украины в 1597—1598 годах.
Вёл борьбу за гетманство с Фёдором Полоусом (кошевой атаман в 1595 и 1598 годах).

## Биография
Представитель зажиточной верхушки казачества, сын черкасского боярина Михайла Байбузы (Грибуновича). Использовал герб Байбуза.
Во время восстания Наливайко воевал на стороне поляков. Некоторое время был браславским писарем.
Летом 1598 года вместе с атаманом Полоусом совершил поход из Сечи на волости, но не получил поддержки крестьян и мещан.
В начале ноября 1598 года возглавил поход запорожцев под Перекоп.
Проводил политику, направленную на достижение компромисса с польским правительством, чем вызвал недовольство запорожцев и нереестровых казаков.
Наследники Тихона Байбуза участвовали в казацко-крестьянских восстаниях 1620—1630 годов и Освободительной войне 1648—1651 годов под предводительством Богдана Хмельницкого.